# Al-Bahriyya al-Tūnisiyya
La Marina nazionale tunisina (in arabo Al-Bahriyya al-Tūnisiyya) è la sezione navale delle Forze armate tunisine.

## Storia
La marina tunisina non ha mai partecipato a conflitti e non ha mai avuto ambizioni come marina di acque profonde, non avendo mai posseduto sottomarini a differenza dell'Algeria e della Libia; in passato ha posseduto un cacciatorpediniere già della US Navy, lo DE-326 USS Thomas J. Gary, radiato nel 1973 dagli statunitensi e ridenominato President Bourghiba, restato in servizio fino ad essere pesantemente danneggiato da un incendio nel 1992 e da allora non più operativo. Altre unità sono tre corvette della classe Combattante immesse in servizio nel 1980, e ad esse si è aggiunta una nave idrografica ex US Navy, utilizzata come nave addestrativa.

## La flotta

### Unità lanciamissili
- 3 classe Combattante-III-M (con 8xMM-40 SSM,1 cannone da 76mm ,2 cannoni da 40mm,4 cannoni da 30mm) Francia
- 6 classe Type-143 Lurssen Albatros (con 4xMM-38 SSM, 1 sistema RAM-21 SAM, 1 cannone da 76mm , capacità di posamine) Germania
- 3-4 P-48 classe Bizerte (con 8xSS-12M SSM, 4 cannoni da 37mm Guns) Francia

### Fregate con cannoni
- 1 classe Savage (1200\1490ton,19 knots,2 cannoni da 3", 2 cannoni da 20mm) Stati Uniti-in disarmo

### Navi ASW
- 1 corvetta classe Le-Fougeux(325\400ton,18.5 n, 2 mortai antisom, 1 cannone da 76mm ,2 cannoni da 40mm) (in disarmo)

### Cacciamine
- 6 classe Kondor-II (635ton,3x2x25mm Guns)\ Germania Est
- 2 classe Adjutant (320\375ton,1x20mm Gun) Stati Uniti-in disarmo

### Cannoniere
- 3-5 classe Hazhui\Shanghai-II modificate (128 ft,30 n, 4x37mm Guns,4x25mm Guns)
- 4 classe Javier Quiroga(Barcleo) (1x40mm,1x20mm,2x12.7mm HMG)

### Pattugliatori
- 4 classe Ch.Navals De Lestrel 31.5m (104  piedi,30 n,2 cannoni da 20mm)
- 6 classe Ch.Navals De Lestrel 25m (83 ft,23 n, 1x20mm)
- 5 classe Bremse (22.6m,2x14.5mm HMGs)[2]
- 11 classe Socomena (20.5m,1x12.7mm HMG)
- 4 classe Gabes (12.9m,2x12.7mm HMGs)
- 4 classe Rodman-38 (11.6m)
- 1 classe Barcelo (36.2m,1x40mm Gun,1x20mm Gun,2x12.7mm HMGs)
- 2 Lurssen (tipo ignoto)-in servizio?
- 2 classe Vosper Thornycroft 103 ft (27 knota,2x20mm Guns) Regno Unito-in disarmo
- 4 classe Tazarka (con cannoni 2x20mm)

### Mezzi da sbarco
- 1 classe LCT-3  Stati Uniti

### Naviglio ausiliario
- 3 nave idrografica costruita in USA 1370ton  Stati Uniti
- 1 nave idrografica classe Robert Conard 63.7m  Stati Uniti
- 1 classe Wilkes (T-AGS-33)87mTemplate:HOL
- 2`navi da addestramento classe El Jem
- 1 cisterna classe Simeto
- 2 classe White Sumac 40.5m
- 1 classe AGS Salammbo  Stati Uniti-in disarmo
- 2 classe WLM Tabarka  Stati Uniti
- 1 classe TRC Kheireddine  Stati Uniti

### Missili
- Raytheon RAM-21\RIM-166 SAMs Stati Uniti
- MBDA MM-40 Exocet SSMs
- MBDA MM-38 Exocet SSMs
- Nord SS-12M SSMs

### Siluri ASW
- 25 MK-44  Stati Uniti

## Basi navali
- Biserta
- Kélibia
- Sfax
- Susa
- Tunisi
- La Goletta